# Demostrat (poeta)
Demostrat (en llatí Demostratus, en grec antic Δημόστρατος "Demóstratos"), fou un poeta grec en nom del qual Èupolis va presentar la comèdia Αὐτόλυκος (Autòlic), segons Ateneu de Nàucratis.
Seria un dels autors de la nova comèdia segons Suides, que podria haver-lo confós amb Timòstrat, un altre poeta de la nova comèdia.